# 휘티앙가

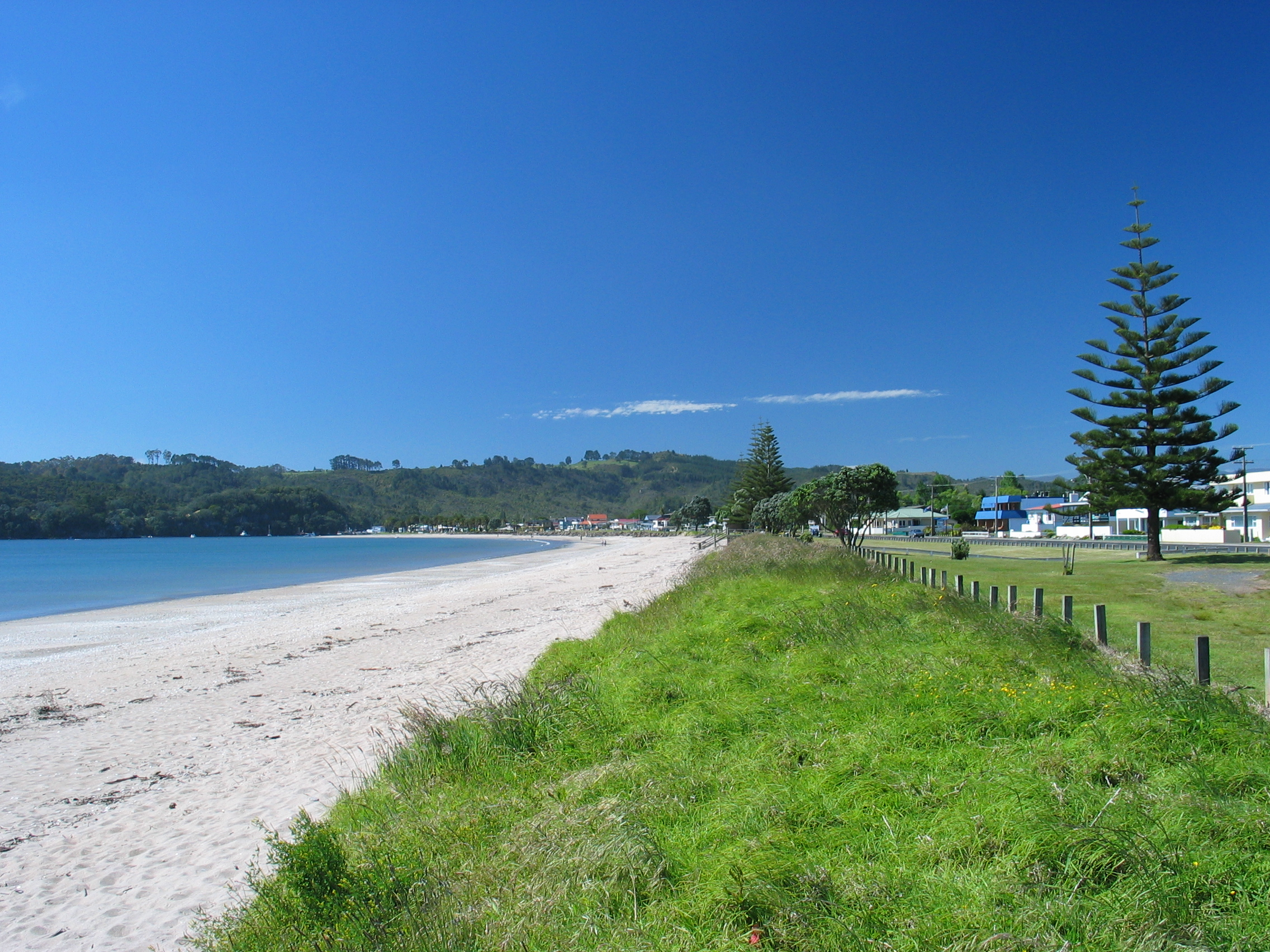
휘티앙가 버펄로 해변

휘티앙가(Whitianga)는 뉴질랜드 북섬 와이카토 지방 코로만델반도에 위치한 도시로, 태평양과 접한다. 관광 시설이 많으며 매년 여름철에는 많은 관광객들이 이 곳으로 몰린다.
2018년 6월 기준으로 거주 인구 수는 5,080명이다.

## 인구
| 연도  | 인구  | ±% p.a. |
| ----- | ----- | ------- |
| 2006  | 3,804 | —       |
| 2013  | 4,407 | +2.12%  |
| 2018  | 5,493 | +4.50%  |
| 출처: |       |         |